# Caraguata
Caraguata es un género de escarabajos de la familia Chrysomelidae. El género fue descrito científicamente primero por Bechyné en 1954. Esta es una lista de especies perteneciente a este género:
- Caraguata angulicollis (Bowditch, 1923)
- Caraguata approximata (Baly, 1879)
- Caraguata atricornis (Clark, 1865)
- Caraguata bella (Bechyne, 1951)
- Caraguata brasilien (Bowditch, 1923)
- Caraguata carbonaria (Clark, 1865)
- Caraguata circumcincta (Clark, 1865)
- Caraguata crassicornis Bechyne, 1958
- Caraguata discoidalis (Bowditch, 1923)
- Caraguata fiebrigi Bechyne, 1956
- Caraguata flavocincta (Clark, 1865)
- Caraguata foveicollis (Jacoby, 1886)
- Caraguata fuscescens (Clark, 1865)
- Caraguata guaporensis (Bechyne, 1958)
- Caraguata guatemalensis (Jacoby, 1892)
- Caraguata hebes (Erichson, 1847)
- Caraguata hogei (Jacoby, 1892)
- Caraguata lorcha Bechyne, 1958
- Caraguata mantiqeira Bechyne, 1958
- Caraguata mexicana (Jacoby, 1886)
- Caraguata nigricornis (Clark, 1865)
- Caraguata nigroviridis Bechyne, 1956
- Caraguata ovalis Bechyne, 1956
- Caraguata pallida (Jacoby, 1886)
- Caraguata punctifrons (Weise, 1921)
- Caraguata rodina (Bechyne, 1963)
- Caraguata romani (Weise, 1921)
- Caraguata sanguinicollis (Clark, 1865)
- Caraguata semiviridis (Jacoby, 1892)
- Caraguata soror (Weise, 1921)
- Caraguata sublimbata (Baly, 1879)
- Caraguata subvittata (Bowditch, 1923)
- Caraguata tarsalis (Bowditch, 1923)
- Caraguata trinidadensis (Bechyne, 1956)